# Augochlora pyrgo
Augochlora pyrgo är en biart som först beskrevs av Carlos Schrottky 1910.  Augochlora pyrgo ingår i släktet Augochlora och familjen vägbin. Inga underarter finns listade.